# Caermersklooster

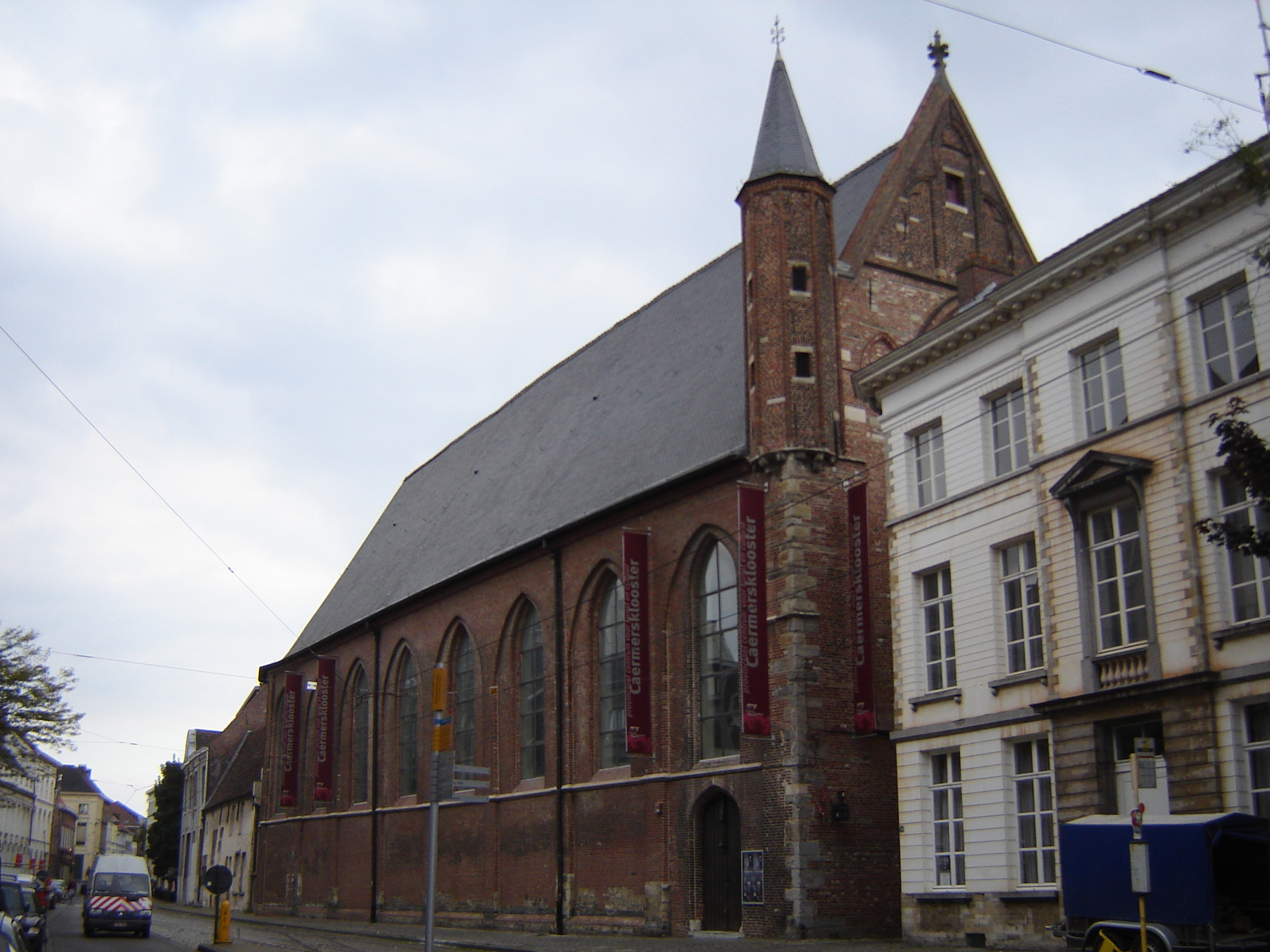
Kunsthal Gent

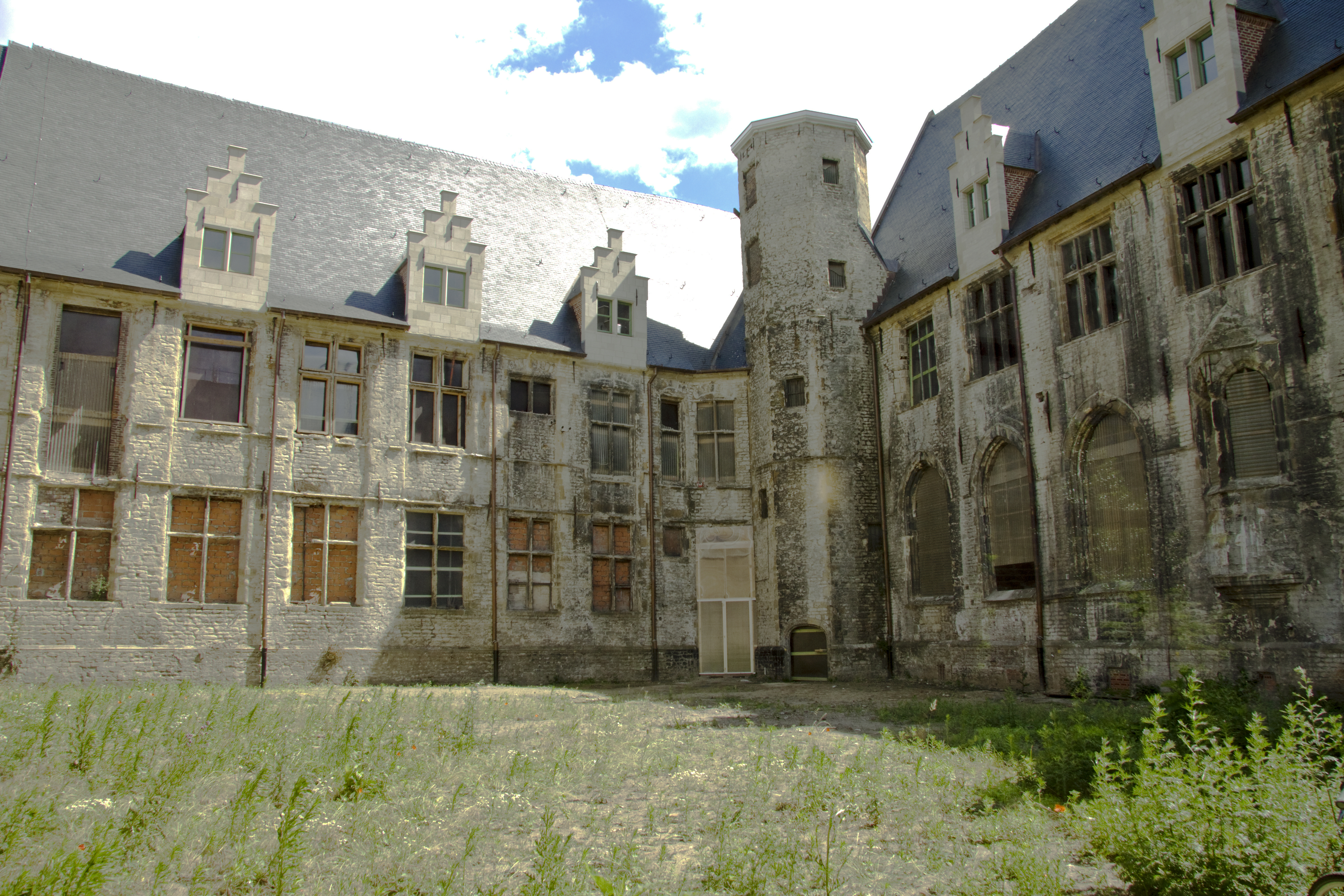
Tweede pandhof

Het Klooster en kerk van de geschoeide karmelieten  is een voormalig klooster van de geschoeide karmelieten in de Belgische stad Gent. Het bevindt zich in de Patersholwijk. Tussen 1977 en 2018 was gebouw in eigendom van de Provincie Oost-Vlaanderen, die de zaalkerk vanaf 1998 openstelde voor het publiek als het de tentoonstellingsruimte Provinciaal Cultuurcentrum Caermersklooster. In 2018 werd Stad Gent eigenaar van een deel van het gebouw; sinds 2019 biedt het klooster onderdak aan de hedendaagse kunstinstelling Kunsthal Gent. Een groot deel van het complex is nog in eigendom van de Provincie Oost-Vlaanderen-Vlaanderen, die voornemens hun eigendommen te verkopen (februari 2021).

## Geschiedenis
De geschoeide karmelieten waren een contemplatieve monnikenorde in het Nabije Oosten (op de berg Karmel, Palestina, vandaar hun naam). Door het oprukken van de islam kwamen zij zich in Europa vestigen, o.a. in Gent waar zij in 1272 hun intrek namen in de refuge van de abdij van Cambron. In de daaropvolgende eeuwen werkten zij gestaag verder aan de uitbouw van hun kerk en klooster. Uiteindelijk werd het een vrij heterogeen gebouwencomplex bestaande uit de kerk, twee kloosterpanden, een sacristie, een gastenverblijf, een infirmerie en een brouwerij.
Tijdens de beeldenstormen, in de tweede helft van de zestiende eeuw, werd het klooster geplunderd en later heringericht voor de protestantse eredienst. Na deze periode volgde een lang en moeilijk herstel.
Tussen 1658 en 1661 werd de infirmerie en de brouwerij gebouwd. Het merkwaardige aan de infirmerie zijn de gesculpteerde eikenhouten saterkoppen welke de kroonlijst steunen en waarvan geen enkele dezelfde uitdrukking heeft. Door een speciale bouwwijze kon men vanuit de ziekenzaal op de verdieping de eredienst in de kapel volgen. Sedert 1989 heeft het Europees Figurentheatercentrum hier zijn vaste stek.
De brouwerij werd boven op de nabijgelegen Plotersgracht gebouwd zodat de watervoorziening verzekerd was. Heden kan men nog een overwelfde gang betreden waaruit de omwonenden water konden putten voor eigen gebruik. De naam van de wijk Patershol verwijst naar dit gebruik. In het Oud Huis (de eerste verblijfplaats van de karmelieten) werd een muurschildering in neorenaissancestijl ontdekt. Daarachter ontdekte men nog een oudere laatgotische muurschildering die waarschijnlijk tijdens de beeldenstorm beschadigd werd.
Nadat het klooster na de Franse Revolutie (1796) werd afgeschaft kwam het in privébezit. Rond 1850 werden de galerijen van het tweede pandhof dichtgemaakt en ingericht als kleine woningen om het nijpend gebrek aan huisvesting in die periode te helpen lenigen.
De kerk werd door de stad Gent in 1881 aangekocht en werd als Archeologisch Museum ingericht. Daarna kreeg het Oudheidkundig Museum er een onderkomen (vanaf 1925 het Museum voor Folklore) en later werd het ook als opslagplaats voor decors van de opera en andere spullen gebruikt.
In 1981 werd met de provincie de kerk geruild voor het tweede pandhof. Na de restauratie werd de kerk gebruikt als tentoonstellingsruimte voor het Provinciaal Cultuurcentrum Caermersklooster. Als eigenaar heeft de stad Gent het tweede pandhof gerestaureerd en ingericht als sociale woonkern met respect voor het historisch verleden in combinatie met de hedendaagse comfortnormen.
De laatste fase van de restauratiewerken zijn intussen gestart en omvatten de refter, de bibliotheek, de kapittelzaal en het dormitorium. Vooral de achtkantige traptoren met de bijzondere stenen wenteltrap zonder centrale as is een zeldzaam staaltje van de toenmalige bouwkunst.
Tussen 1943 en 1980 werden de verschillende gebouwen van het klooster als monument beschermd.

## Tentoonstellingen
Lam Gods
Naar aanleiding van de vijf jaar durende grondige restauratie van het Lam Gods liep er tot 2017 in het Caermersklooster een tentoonstelling over het retabel. De tentoonstelling bestond uit een vast gedeelte en uit een gedeelte die om de zes maanden veranderde. Het veranderende gedeelte toonde nieuwe updates over de restauratie van het Lam Gods.
Kunsthal Gent
Op 25 januari 2019 opende in het Caermersklooster Kunsthal Gent. Na een open oproep van Stad Gent werd gekozen voor deze kunsthal als nieuwe invulling van het dertiende-eeuwse kloostergebouw. Kunsthal Gent zal hedendaagse kunst tonen in tentoonstellingen zonder einddatum en het programma van Art Cinema OFFoff huisvesten.